# GeoRSS
GeoRSS (Geographically Encoded Objects for RSS feeds) är en vidareutveckling av RSS för att lägga till geografiska positionsdata i webbflöden. 
Det finns två GeoRSS-format, vilka båda kan läggas till RSS 1.0 och RSS 2.0, liksom till Atom:
- GeoRSS-Simple: Den enklare varianten. Stöder enkla geometrier (point, line, box, och polygon) och koordinatangivelser enligt WGS 84. GeoRSS-objektet kan beskrivas i en enda så kallad tagg, t ex:

```
   <georss:line>55.606 13.001 55.703 13.193 56.046 12.694</georss:line>

```

- GeoRSS-GML: Erbjuder fler funktioner och stöder fler system än WGS 84 för koordinatangivelser. Använder sig av Geography Markup Language (GML) och är en officiell OGC-standard.[2] Med GeoRSS-GML skrivs motsvarigheten till exemplet ovan:

```
   <georss:where>
      <gml:LineString>
         <gml:posList>
            55.606 13.001 55.703 13.193 56.046 12.694
         </gml:posList>
      </gml:LineString>
   </georss:where>

```